# Glenea orichalcea
Glenea orichalcea är en skalbaggsart som beskrevs av Aurivillius 1911. Glenea orichalcea ingår i släktet Glenea och familjen långhorningar. Inga underarter finns listade i Catalogue of Life.